# Daniel Bouckaert
Daniel Ephrem Jean Odiel Bouckaert  (ur. 17 maja 1894 w Waregem, zm. 26 grudnia 1965 w Assebroek) – belgijski jeździec sportowy. Dwukrotny złoty medalista olimpijski z Antwerpii.
Specjalizował się w woltyżerce. Igrzyska w 1920 były jego jedyną olimpiadą, triumfował zarówno indywidualnie, jak i w drużynie.